# جهاز حسي جسدي

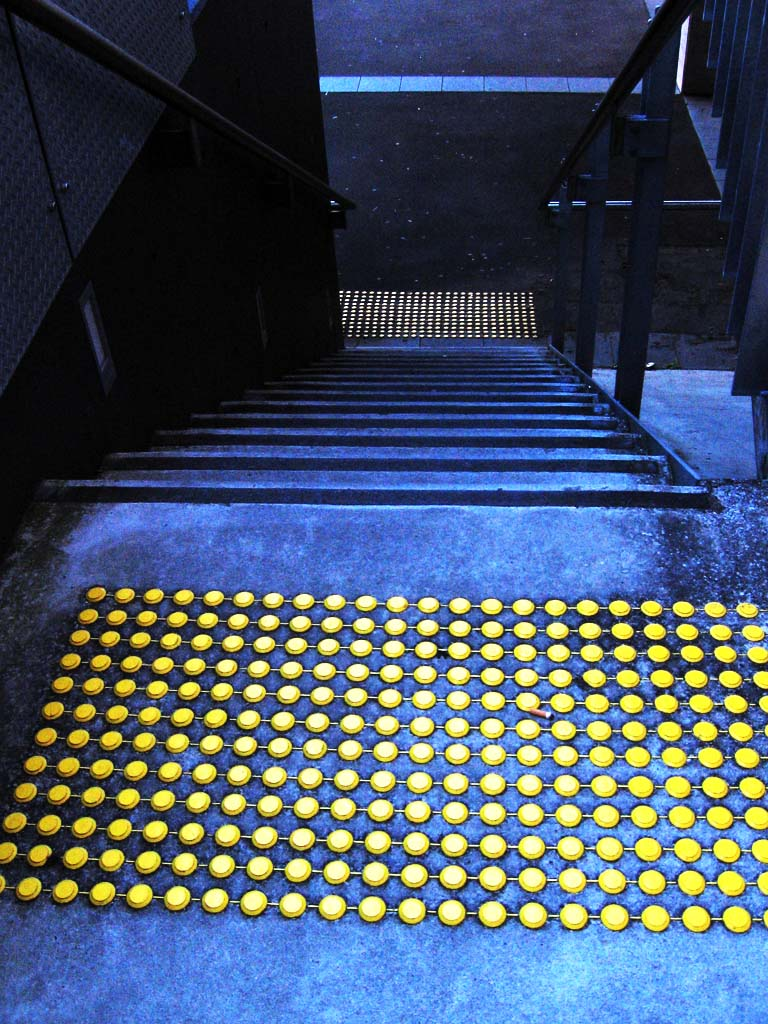

هي الحاسة التي يتم من خلالها الإحساس بلمس الأشياء يعطي معلومات حول الجو المحيط بالجسم وذلك من خلال ملامسة أي شيء و الإحساس به وتعدّ حاسة اللمس عامة لأن أعضاء اللمس توجد في جميع أجزاء الجسم وذلك من خلال حساسية الجلد لمختلف أنواع المثيرات عن طريق أعضاء الاستقبال الجلدية وو يمكن تمييز سبعة أنواع مختلفة منها على الأقل ويعتقد أن كل نوع منها حساس لأحد أنواع الإثارة فقط وهي:
1. اللمس : هناك نوعان من أعضاء الاستقبال معنيان باللمس وهما بصيلة مايسنرMeissnersCorpuscles اللماسة وقرص مركلو كلاهما يوجد قريبا من الجلد تحت طبقة الإنبات الموجودة في بشرة الجلد مباشرة.
2. البرودة : ويتم الإحساس بالبرودة من خلال أعضاء استقبال البرودة التي تسمى انتفاخ كراوس الطرفي وهي أعضاء كروية أو قريبة من الشكل الكروي ويوجد الكثير منها على الشفتين واللسان.
3. الحرارة:و يتم الإحساس بالحرارة من خلال الأعضاء المسؤولة عن استقبال الاستثارة الحرارية ويعتقد أنها تكوينات ستروكترز Structures وهي تقع هذه التكوينات عميقة في الجلد.
4.الضغط : المسؤول عن الإحساس بالضغط هو بصيلة باسيني Pacinian Corpuscle وتوجد مستقبلات للضغط أصغر بكثير وتسمى بصيلات جولجي مازوني وهي موجودة أقرب إلى سطح الجلد.
5.الألم : ينتج الإحساس بالألم عن طريق إثارة الألياف العصبية العارية المنتشرة في الأنسجة وينبع الإحساس بالألم الجلدي نتيجة لبعض أنواع الإصابة السطحية.
إن تأثير أعضاء الاستقبال الجلدية في الجلد يبعث حوافز عصبية تنتقل إلى مساحات خاصة في قشرة المخ بواسطة أعصاب حسية حيث تترجم كظاهرة لمس بسيط تنتشر أعضاء الاستقبال الجلدية بشكل مجاميع في الجلد تعرف بالبقع اللمسية ولا تظهر الاستجابة للمنبهات الحسية خارج مناطق هذه البقع وتعدّ الأصابع أكثر المساحات الجلدية حساسية للمس لكثرة عدد أعضاء الاستقبال الجلدية فيها.

## وصلات خارجية
- معلومات عن حاسة اللمس